# Sissel Marie Tonn
Sissel Marie Tonn (Kopenhagen, 1986) is een Deense videokunstenaar, installatiekunstenaar en illustrator.

## Opleiding en werk
Tonn is een Deense beeldend kunstenaar, gevestigd in Den Haag. Ze studeerde Film en Media aan de universiteit van Kopenhagen (2007-2010) en voltooide de master Artistic Research aan de Koninklijke Academie van Beeldende Kunsten in Den Haag (2013-2015). In haar werk onderzoekt ze hoe mensen in hun omgeving waarnemen, ernaar handelen en ermee verweven zijn. Hierin benadrukt ze de wederkerige relatie tussen het lichaam en de omringende omgeving. Haar onderzoek richt zich op hoe artefacten, vormen van kennis. en de ruimte die we om ons heen vormen, onze perceptie van de omgeving vormen.
Haar werk is onder meer tentoongesteld in het Van Abbemuseum in Eindhoven, Ballroom Marfa, de Design Biënnaast in Istanbul, Framer Framed in Amsterdam en Stroom in Den Haag. Naast haar solowerk is Tonn medeoprichter van 'The Reading Room', een project dat kunstenaars en wetenschappers betrekt bij avonden van wederzijdse uitwisseling.
In 2016 werd Tonn bekroond met de Theodora Niemeijer Prijs voor haar kunstwerk 'The Intimate Earthquake Archive', wat resulteerde in haar eerste solo-expositie in het Van Abbemuseum in Eindhoven. In 2020 won ze de Bio Art and Design Award voor het project 'Becoming a sentinel species'.

## Prijzen
- 2016: Theodora Niemeijer Prijs
- 2020: Bio Art and Design Award